# Championnat du Vanuatu de football 2010
Navigation
Édition suivante
La saison 2010 du Championnat du Vanuatu de football est la 3e édition du championnat national, appelé la National Soccer League. La compétition doit théoriquement permettre de confronter les meilleures équipes des différentes provinces de l'archipel, afin de déterminer le représentant du Vanuatu en Ligue des champions de l'OFC, mais cette saison, il ne regroupe que des formations issues de la Ligue de Port-Vila, la capitale.
C'est l'Amicale Football Club, champion de la ligue de Port-Vila, qui termine en tête de la National Soccer League et se qualifie pour l'occasion pour la Ligue des champions pour la première fois de son histoire. 

## Participants
- Amicale Football Club
- Tafea FC
- Spirit 08 FC - Promu de D2
- Teouma Academy FC
- Tupuji Imere FC
- Yatel FC
- Westtan Broncos FC
- Seveners United FC

## Compétition

### Ligue de football de Port-Vila
Le classement est établi sur le barème de points classique (victoire à 3 points, match nul à 1, défaite à 0). 
| Rang | Équipe                | Pts | J  | G  | N | P  | Bp | Bc | Diff |
| ---- | --------------------- | --- | -- | -- | - | -- | -- | -- | ---- |
| 1    | Amicale Football Club | 36  | 14 | 11 | 3 | 0  | 43 | 8  | +35  |
| 2    | Tafea FCT             | 31  | 14 | 9  | 4 | 1  | 31 | 13 | +18  |
| 3    | Spirit 08 FCP         | 23  | 14 | 6  | 5 | 3  | 24 | 14 | +10  |
| 4    | Teouma Academy FC     | 19  | 14 | 6  | 1 | 7  | 16 | 21 | -5   |
| 5    | Tupuji Imere FC       | 15  | 13 | 4  | 3 | 6  | 19 | 36 | -17  |
| 6    | Yatel FC              | 11  | 14 | 3  | 2 | 9  | 19 | 38 | -19  |
| 7    | Seveners United FC    | 10  | 14 | 3  | 1 | 10 | 22 | 35 | -13  |
| 8    | Westtan Broncos FC    | 9   | 13 | 2  | 3 | 8  | 11 | 20 | -9   |

|  | Qualification pour la National Soccer League     |
|  | Participation au barrage de promotion-relégation |
|  | T : Tenant du titre P : Promu de Fes Divisen     |

### National Soccer League
| Rang | Équipe                | Pts | J | G | N | P | Bp | Bc | Diff |  | Résultats (▼ dom., ► ext.) | Ami | Taf | Spi | Teo | Tup |
| ---- | --------------------- | --- | - | - | - | - | -- | -- | ---- |  | -------------------------- | --- | --- | --- | --- | --- |
| 1    | Amicale Football Club | 19  | 8 | 6 | 1 | 1 | 18 | 8  | +10  |  | Amicale Football Club      |     | 1-0 | 2-0 | 3-0 | 3-1 |
| 2    | Tafea FCT             | 14  | 7 | 4 | 2 | 1 | 14 | 8  | +6   |  | Tafea FCT                  | 3-0 |     | 2-1 | 1-1 | 2-1 |
| 3    | Spirit 08 FCP         | 11  | 8 | 3 | 2 | 3 | 17 | 12 | +5   |  | Spirit 08 FCP              | 0-3 | 3-3 |     | 3-1 | 4-0 |
| 4    | Teouma Academy FC     | 4   | 7 | 0 | 4 | 3 | 7  | 16 | -9   |  | Teouma Academy FC          | 2-2 |     | 1-1 |     | 1-5 |
| 5    | Tupuji Imere FC       | 3   | 8 | 1 | 1 | 6 | 11 | 23 | -12  |  | Tupuji Imere FC            | 2-4 | 1-3 | 0-5 | 1-1 |     |

|  | Qualification pour la Ligue des champions de l'OFC 2010-2011 |
|  | T : Tenant du titre P : Promu de Fes Divisen                 |

- Le résultat de la rencontre entre Teouma Academy FC et Tafea FC n'est pas connu.

## Bilan de la saison
| Championnat du Vanuatu de football 2010 |                                   |
| Champion                                | Amicale Football Club (1er titre) |
| Qualifications continentales            |                                   |
| Ligue des champions de l'OFC 2010-2011  | Amicale Football Club             |
| Promotions et relégations               |                                   |
| Promus en PVFA Lik Premia Divisen       | Shepherds United                  |
| Promus en PVFA Lik Premia Divisen       | Ifira Black Bird FC               |
| Relégués en PVFA Lik Fes Divisien       | Seveners United                   |
| Relégués en PVFA Lik Fes Divisien       | Westtan Broncos                   |